# Absence épileptique
 Mise en garde médicale
L'absence épileptique ou petit mal est une forme d’épilepsie généralisée idiopathique qui produit dans le cerveau des décharges électriques anormales et répétitives provenant du cortex cérébral et entraînant un dysfonctionnement du système nerveux central. Dans le cas du petit mal, ces décharges sont responsables d’une suspension, d'une altération et/ou d'une atténuation de la conscience d’une durée de 5 à 15 secondes, les crises d'absences pouvant durer jusqu’à 30 secondes dans de rares cas.
Durant ces suspensions de la conscience, l’enfant ne peut parler ni enregistrer de nouvelles informations. Les crises d’absence peuvent se répéter jusqu’à cent fois par jour. Elles touchent surtout les enfants âgés de 3 à 10 ans avec un pic entre 6 et 7 ans, c’est-à-dire pendant la pré-puberté. On les appelle les absences infantiles ou EAE et le plus souvent, les absences disparaissent avant 20 ans et plus particulièrement à l’adolescence entre 10 et 14 ans. Lorsque les absences commencent plus tard, entre 7 et 17 ans avec un pic entre 10 et 12 ans, on les nomme absences épileptiques juvéniles ou EAA. Elles peuvent alors continuer de se produire tout au long de la vie et elles évoluent parfois vers la forme dite grand mal[réf. souhaitée]. Les absences ne concernent que 10 % des épilepsies chez l’enfant et on a pu remarquer qu’elles étaient plus fréquentes chez les filles que chez les garçons.

## Historique
D'après certains auteurs, la première description d'une crise d'absence a été faite par Roupart en 1705,  mais celle de Tisso, en 1770, est celle que l'on connaît le plus : « La jeune malade avait eu fréquemment des grands accès, de petits accès très courts, qui n'étaient marquées que par une perte instantanée de connaissance, qui lui coupait la parole avec un très légers mouvement des yeux; souvent en revenant à elle, elle achevait la phrase au milieu de laquelle elle avait été interrompue, d'autres fois elle l'avait oubliée. »
Cependant c'est surtout au XXe siècle que l'on commença à vraiment s'intéresser aux absences, en 1919, Saueur donne le nom de pycnolepsie aux absences et en 1924, Adie définira ce terme plus précisément en disant que la pycnolepsie est: « une maladie avec un début explosif entre l'âge de 4 et 14 ans, faite de crises épileptiformes mineures, monotones, fréquentes, courtes, très légères, ayant une sévérité uniforme et se répétant pratiquement quotidiennement pendant des semaines, des mois ou des années, n'étant pas influencée par les médicaments antiépileptiques, n'altérant pas le développement mental et psychologique et disparaissant finalement spontanément sans rechute. »

## Causes
Les causes des absences sont multiples. On remarque que lorsqu’il existe des antécédents familiaux il y a plus de chance pour que les crises d’absences apparaissent, les origines seraient génétiques et donc dues à des anomalies chromosomiques Plusieurs gènes sont en cause dans les absences épileptiques, mais d’autres facteurs pourraient également jouer un rôle. Les absences peuvent apparaître sans antécédents familiaux et cela se justifie par le fait que le gène de l’épilepsie ne s’exprime que pendant une brève période, ce qui explique qu’elles disparaissent à l’adolescence. De plus, certains facteurs aident à la survenue des crises comme l’hyperventilation, la baisse de vigilance, le relâchement de l’attention, la colère, le chagrin, la peur, la surprise, l'embarras, l'hypoglycémie, mais également les soirées ou encore les réveils,.
Pour les crises d'absence atypiques, elles peuvent également être d’origine génétique et on remarque aussi que celles-ci se produisent généralement lorsque l’enfant présente un retard de développement.
Du point de vue physiologique, les absences pourraient être dues à un dysfonctionnement de la boucle thalamo-corticale qui implique le cortex et le thalamus.

## Symptômes
Lors d’une crise d’absence, l’enfant épileptique cesse ce qu’il était en train de faire, son regard devient fixe, il ne réagit pas lorsqu’on le touche et cela dure généralement 10 secondes. De plus lors de ses absences, l’enfant peut présenter d’autres symptômes, tels que des mouvements des mains, des lèvres, un clignement des paupières, une perte de tonus musculaire. Après son absence, la mémoire de l’enfant est altérée et la plupart du temps il ne se rend pas compte qu’il a fait une crise et recouvre son état normal. Une crise d’épilepsie arrive soudainement et sans signe avant-coureur, elle disparaît au bout de quelques secondes, 120 secondes maximum . Elles se manifestent plusieurs fois par jour et disparaissent généralement à l’adolescence. Les absences peuvent être classées en deux grands types[réf. souhaitée].

### Absences typiques
Les absences typiques peuvent être également classées en six sous-catégories selon les symptômes cliniques :
- les absences simples[3] où l’enfant cesse ce qu’il est en train de faire, son regard devient fixe ; elles durent environ 10 secondes ;
- les absences avec éléments cloniques où l’absence est associée à une myoclonie peu intense, palpébrale ou buccale[3] ;
- les absences avec éléments atoniques où l’enfant a une baisse de tonus postural, un mouvement de flexion de la tête et parfois du tronc[3] ;
- les absences avec éléments toniques où l’absence est associée à une révulsion des globes oculaires ou à une expansion de la tête[3] ;
- les absences avec éléments automatisés, ce type d’absences est fréquent lorsque la décharge se prolonge, on peut voir une automatisation gestuelle simple, des persévérations motrices[3], etc.
- les absences avec éléments végétatifs où elles sont accompagnées de perturbations vasomotrices discrètes comme la modification de la respiration, les yeux en mydriase[3]…

Les enfants ne présentent généralement pas un seul type d’absence, un enfant pourra présenter les six types d’absence typique ou bien juste deux, les absences chez les patients sont dans l’ensemble variables.
Remarque : les crises d’absence sont une forme bénigne de l’épilepsie et ne laissent généralement aucune séquelle cognitive ou motrice.

### Absences atypiques
Pour les symptômes des crises d'absences atypiques, on remarque davantage de mouvements saccadés ou automatiques et la crise dure environ 20 secondes, alors qu’elle est généralement de 10 secondes pour une crise d’absence typique. On peut également voir une perte incomplète de la conscience associée à d'autres types de crises et à un système nerveux endommagé[réf. souhaitée].

## Diagnostic
Pour diagnostiquer les absences, le médecin devra procéder à un entretien clinique avec l’enfant et les parents qui pourront signifier les moments où l’enfant semble avoir eu des crises d’absences. Une crise peut être déclenchée lors de l’entretien clinique avec le praticien, il suffit de demander à l’enfant de respirer rapidement et profondément, l’hyperventilation peut en effet provoquer une absence chez l’enfant. Il est ensuite courant de faire un électroencéphalogramme (EEG), en effet l’EEG montrera très souvent une anomalie, il révèlera des pointes d’ondes généralisés de 3 hertz environ, typique d’une crise d’absence. L’EEG montre généralement les signes caractéristiques d’une crise d’épilepsie avec syndrome typique, il n’est alors pas nécessaire d’effectuer une IRM ou un tomodensitogramme.
Pour les absences typiques, on observe un début et une fin brusque avec une décharge régulière de grande amplitude, bilatérale, synchrone et symétrique des Pointes-Ondes dont la fréquence est d’environ 3 Hz. Une activité normale survient juste après. Cependant pour les absences atypiques, le début et la fin sont plus progressifs, la crise dure plus longtemps et on remarque que la décharge provoque des pointes-ondes bilatérales irrégulières et parfois asynchrones avec une fréquence cette fois ci inférieure à 3 Hz.

## Traitement
Pour soigner les crises d’absences, il est recommandé d’utiliser un traitement médicamenteux, les antiépileptiques sont utilisés dans tous les cas d’épilepsie et également pour les absences. Il est possible de classer les antiépileptiques selon trois mécanismes d’action supposés, le premier mécanisme est de renforcer l’inhibition (gabaergique), le deuxième mécanisme est de diminuer l’excitation (glutamanergique) et le troisième et de stabiliser les membranes cellulaires (blocages canaux Na+ ou Ca+ voltages dépendants). Les médicaments qui peuvent être prescrits sont assez nombreux, le médicament sera choisi en fonction des caractéristiques du patient, de l’intensité des crises et à leur fréquence. On retrouve plusieurs sortes d’antiépileptiques comme le Valproate de sodium (Depakine),, l’Ethosuximide (Zarontin), très actifs pour les absences typiques ou encore le Lamotrigine (Lamictal), dans les cas difficiles à contrôler.
La prescription de médicaments associés peut être recommandée pour les cas difficiles, mais cela reste assez rare et peu recommandé.
Dans le cas des absences, les antiépileptiques sont efficaces et le traitement peut souvent être arrêté au bout d’un ou deux ans, mais tout dépend des caractéristiques du patient, en effet comme il a été dit précédemment le traitement doit être adapté à l’intensité et à la fréquence des crises. Il doit ensuite être surveillé, adapté à l’enfant, il sera alors fait une prise de sang pour déterminer le dosage à prescrire et également pour voir son efficacité. Des EEG seront à refaire lors de la prise du traitement et pour voir l’évolution du patient et déterminer si les crises d’absences ont diminué.
De plus les antiépileptiques ont de nombreux effets secondaires tels que la prise de poids, des troubles du sommeil, troubles du comportement à haut dosage ou encore des éruptions cutanés.
Le traitement doit être pris quotidiennement et son arrêt est progressif. La plupart des patients répondent très bien au traitement. Dans 80 % des cas, les absences disparaissent avec les antiépileptiques et on ne voit pas de récidive; cependant, dans 40 % des cas, les crises d’absences peuvent plus tard être associée ou non à des crises tonico-cloniques. Ces cas se retrouvent surtout avec les absences atypiques ou lorsque l’enfant est atteint tardivement ou pendant l’adolescence (EAA).